# العظم النخاعي (فلم)
العظم النخاعي (بالإسبانية: El secreto de Marrowbone) (سرّ العظم النخاعي) هو فيلم رعب نفسي إسباني من كتابة وإخراج سيرجيو سانشيز سنة 2017، وبطولة كل من جورج ماكاي، أنيا تايلور جوي، تشارلي هيتون، وغيرهم.
تم عرضه في قسم العروض الخاصة في مهرجان تورونتو السينمائي الدولي عام 2017. وأُصدر الفيلم في إسبانيا بتاريخ 27 أكتوبر 2017 من قبل شركة يونيفرسال بيكشرز.

## القصة
يعيش رجل شاب برفقة أقربائه الأربعة الأصغر منه سنًا، والذين يخفون سر وفاة والدتهم الحبيبة في سبيل أن يبقوا سويًا. لكنهم يُبتَلون بحضور شيطاني يهدد أمانهم في بلدتهم المعزولة مترامية الأطراف.

## روابط خارجية
- مقالات تستعمل روابط فنية بلا صلة مع ويكي بيانات

لا توجد روابط لمواقع التواصل الاجتماعي.